# Tradescantia guatemalensis
Tradescantia guatemalensis là một loài thực vật có hoa trong họ Commelinaceae. Loài này được C.B.Clarke ex J.D.Sm. miêu tả khoa học đầu tiên năm 1893.